# Port Erroll
Port Erroll är en ort i Storbritannien.   Den ligger i kommunen Aberdeenshire och riksdelen Skottland, i den norra delen av landet, 700 km norr om huvudstaden London. Port Erroll ligger 24 meter över havet och antalet invånare är 1 620.
Terrängen runt Port Erroll är platt. Havet är nära Port Erroll åt sydost.  Närmaste större samhälle är Peterhead, 10,1 km norr om Port Erroll. 